# The Windmill
The Windmill es un pub y local de música en vivo ubicado en Brixton, Londres, Inglaterra, conocido por sus presentaciones de artistas y géneros emergentes. En 2008, fue elegido como el séptimo mejor recinto de música en vivo de Londres por el diario The Guardian, y en 2012 como el tercero según una encuesta de la revista Time Out. De acuerdo a la guía turística Frommer's England 2011: with Wales de la serie Frommer's, The Windmill es «uno de los 10 mejores recintos musicales en el Reino Unido».

## Historia
The Windmill fue construido en 1971 para acompañar al bloque de viviendas de Blenheim Gardens, siendo nombrado tras el molino de viento de Brixton. En 1992, Seamus McCausland compró el pub y lo estableció como un lugar enfocado en la música tradicional irlandesa, sin embargo, para inicios de los años 2000 su concurrencia había disminuido considerablemente. McCausland entonces decidió contratar como programador al experiodista musical Tim Perry, quien, exitosamente, empezó a centrar las presentaciones en vivo en música y artistas emergentes.

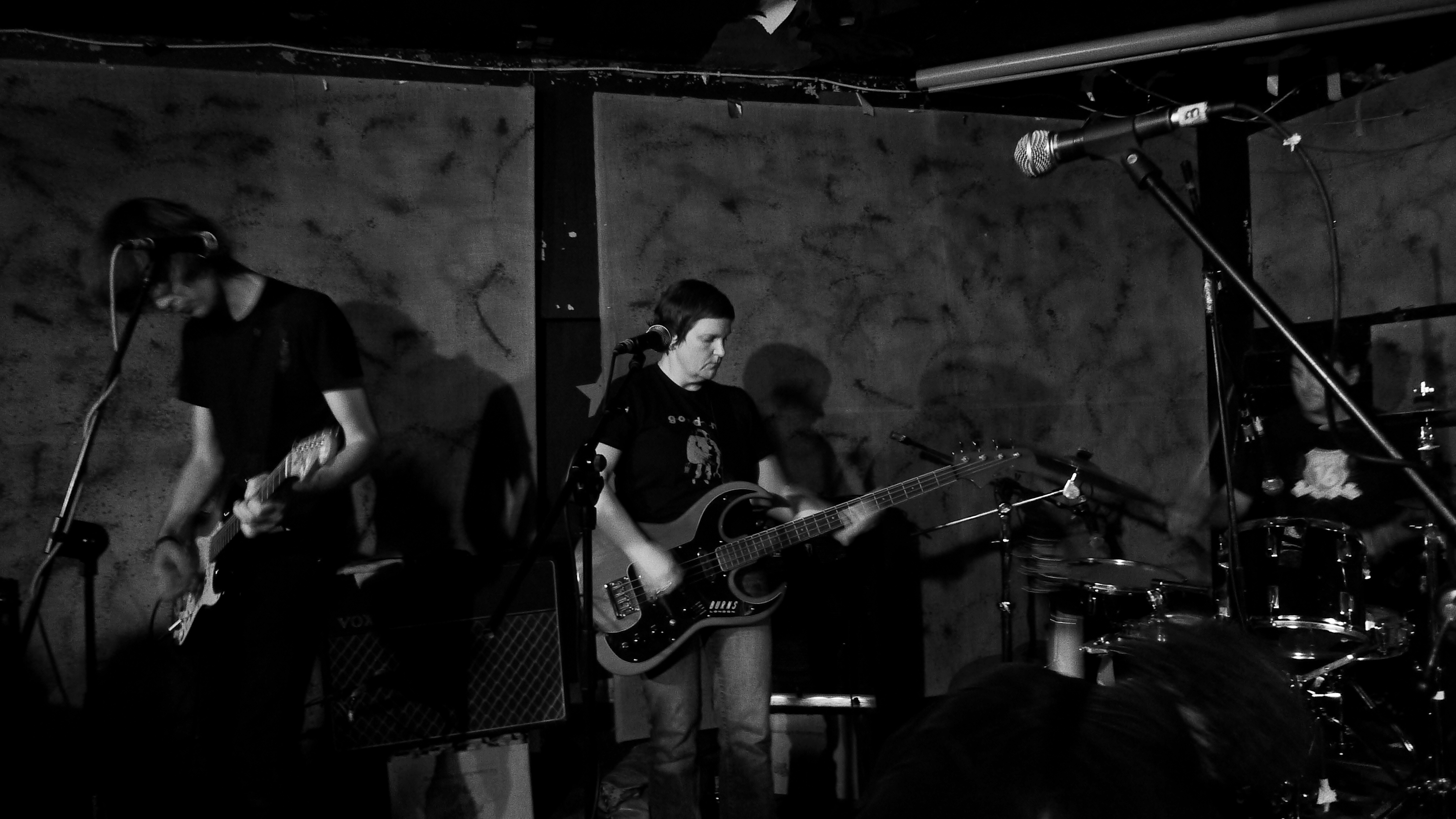
The 3Ds tocando en The Windmill, en 2010.

Entre los grupos y artistas que tocaron en The Windmill durante los años 2000 están The 5.6.7.8's —poco después de haber aparecido en la película de Quentin Tarantino, Kill Bill: Volumen 1 (2003)—, Bloc Party, The Crimea, Florence and the Machine, Guillemots, Hot Chip, Los Campesinos!, Metronomy y Mica Levi.
En los años 2010 se han presentado Damo Suzuki, Sorry y The Vaccines, entre otros.

## Impacto en la escena alternativa
Desde finales de los años 2010 y principios de los 2020, el recinto ha sido vinculado con el resurgimiento de la escena roquera del sur de Londres, debido a las frecuentes presentaciones de bandas como Black Country, New Road, Black Midi y Squid.